# Eleições legislativas regionais na Madeira
As eleições legislativas regionais na Madeira, também designadas eleições para a Assembleia Legislativa da Região Autónoma da Madeira, realizam-se desde 1976.
Os deputados da Assembleia Legislativa são eleitos para um mandato de quatro anos em listas apresentadas pelos partidos para o círculo eleitoral. Inicialmente, existiam onze círculo eleitorais coincidentes com os municípios existentes na região. No entanto, a partir de 2007, com a aplicação da lei orgânica 1/2006, de 13 de fevereiro, o território eleitoral para estas eleições foi alterado para um círculo eleitoral único, correspondendo à região como um todo.

## Atos eleitorais

Bandeira da Região Autónoma da Madeira

1976 - 1980 - 1984 - 1988 - 1992 - 1996 - 2000 - 2004 - 2007 - 2011 - 2015 - 2019 - 2023